# Charles Willard Moore
Pour les articles homonymes, voir Willard et Allport.
Charles Willard Moore (31 octobre 1925 à Benton Harbor, Michigan – 16 décembre 1993 à Austin, Texas) est un architecte américain. Il établit durant sa carrière trois ordres:
- L'ordre des pièces : selon lui, chaque pièce a un rôle spécifique, elles appartiennent à un ensemble en fonction du lieu.
- L'ordre des machines : Les machines qu'on intègrent au projet correspondent au confort du bâtiment
- L'ordre des rêves : Les rêves qui accompagnent chaque être humain doivent être nourris des lieux dans lesquelles les gens vivent.

## Ses réalisations
- 1967 Sea Ranch Condominium Project dans le comté de Marin, Californie (avec Lawrence Halprin)
- Haas School of Business à l'université de Berkeley
- Beverly Hills Civic Center (en)
- 1978 : Piazza d'Italia (en) à La Nouvelle-Orléans, Louisiane
- Washington State History Museum (en) à Tacoma, Washington